# Hichki
Hichki (Originaltitel HICHKI) ist ein indischer Hindi Drama-Film aus dem Jahr 2018 mit Rani Mukerji in der Hauptrolle. Regie führte Siddharth Malhotra, der ebenfalls das Drehbuch zum Film schrieb. Er basiert auf dem US-amerikanischen Fernsehdrama Tics – Meine lästigen Begleiter.

## Handlung
Naina Mathur kämpft tagtäglich gegen ihr Tourette-Syndrom. Sie bewirbt sich an verschiedenen Schulen, um ihrem Traumberuf als Lehrerin nachzukommen. Nach vielen Absagen erhält sie schließlich eine Zusage an einer Eliteschule. Sie merkt, dass in ihrer Klasse größtenteils aufsässige und freche Schüler sind, denen keine Erfolgschancen zugesprochen werden. Doch sie will ihre Schüler nicht aufgeben.

## Besetzung und Synchronisation
| Rolle          | Darsteller            | Synchronsprecher |
| -------------- | --------------------- | ---------------- |
| Naina Mathur   | Rani Mukerji          |                  |
| Schulleiter    | Shivkumar Subramaniam |                  |
| Hr. Wadia      | Neeraj Kabi           |                  |
| Naina's Mutter | Supriya Pilgaonkar    |                  |
| Naina's Vater  | Sachin Pilgaonkar     |                  |
| Naina's Bruder | Hussain Dalal         |                  |
| Aatish         | Harsh Mayar           |                  |
| Oru            | Sparsh Khanchandani   |                  |
| Ashwin         | Benjamin yangal       |                  |
| Raghu          | kalaivanan kannan     |                  |
| Akshay         | Rohit Suresh Saraf    |                  |